# Такаяма Укон
Блаженний Юст Такая́ма Уко́н (яп. 【高山右近】,　たかやまうこん; 1552 (Тембун 21) — 5 лютого 1615 (Кейчьо 20)) — японський політичний, військовий і релігійний діяч, магнат із провінції Сеццу. Блаженний Католицької церкви. 

## Біографія
Син Такаями Хіда-но-камі. Господар замку Такацукі (1576–1585). 1564 року прийняв хрещення під іменем Юст (Юстус).
1568 року підтримав похід Оди Нобунаґи до столиці. Служив полководцям Ваді Коремасі (до 1573) й Аракі Мурашіґе (до 1578). Був одним із головних патронів християн у Столичній окрузі, збудував церкву та дім єзуїтів у Такацукі. 1578 року, внаслідок заколоту Аракі проти Нобунаґи, перейшов на бік останнього. Отримав за це повіт провінції Сеццу та став одним із наближених нового господаря. Після загибелі Нобунаґи в 1582 році від рук Акечі Міцухіде відмовився служити заколотникам. Того ж року відзаначився у битві при Ямадзакі в авангарді військ месників під проводом Тойотомі Хідейоші. Згодом став васалом останнього й 1585 року отримав великий уділ Акаші. 1587 року відмовився виконувати наказ Хідейоші про вигнання християнських священиків з країни, внаслідок чого втратив усі володіння й посади. Став клієнтом дому Маеди, мешкав у місті Канадзава. 
1614 року, після тотальної заборони християнства в Японії за наказом Токуґави Ієясу, відмовився зректися віри. Був депортований до Маніли на Філіппінах, де й помер. За життя навернув до християнства багатьох магнатів, таких як Ґамо Уджісато та Курода Йошітака. Мав гарні стосунки із Хосокавою Тадаокі та Маедою Тошіїе. Був майстром мистецтва чаювання, належав до семи найкращих учнів Сен-но Рікю. Інші імена — Укон-но-джьō, Наґафуса, Шіґетомо (重友).

## Вшанування пам'яті
- Пам'ятник Такаямі в Такацукі.

## Беатифікація
Проголошений блаженним 7 лютого 2017 року в м. Осака під час урочистої меси, яку очолив префект Конгрегації в справах святих і папський легат кардинал Анджело Амато.